# Авиакультура
Авиакультура — советско-германская частная авиакомпания, существовавшая в 1922 году для осуществления регулярных полетов между Москвой и Нижним Новгородом во время Всероссйской Нижегородской ярмарки.
25 июля 1922 года газета «Нижегородская коммуна» писала: «С первых чисел августа открывается воздушное сообщение Москва — Нижний на металлических самолетах системы „Юнкерс“. Организаторами предприятия являются германская фирма „Юнкерс“ и инициативная группа русских военных летчиков, организовавшихся в общество „Авиакультура“. Общество ставит своей задачей всякое покровительство мирному применению авиации. … Открываемая линия является первой попыткой частного предприятия в России. От успеха линии будет зависеть, будут ли в ближайшее время осуществляться воздушные сообщения на территории РСФСР».

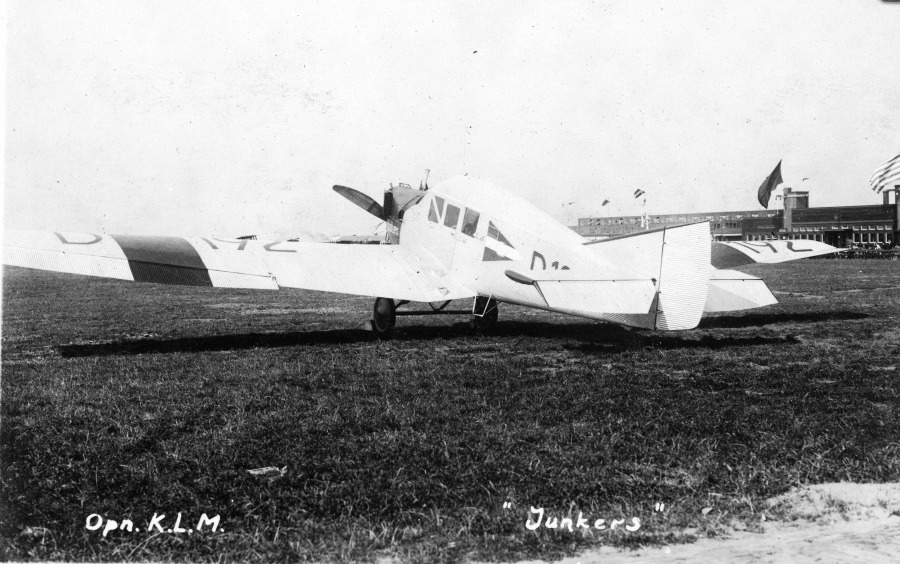
Юнкерс Ю-13, регистрация D 192

Компания была организована летом 1922 года, вкладом со стороны немецкой компании Общество воздушных сообщений Юнкерс-Дессау (Junkers Luftverkehr Russland), авиатранспортного подразделения Junkers в СССР, были три самолёта Юнкерс Ю-13 с немецкой регистрацией (D 194, D 202, D 205) и немецкими экипажами. Со стороны группы советских энтузиастов авиасообщения во главе с Игнатием Александровичем Валентеем требовалось решение всех организационных вопросов. Пробный рейс состоялся 29 июля 1922 года с 5 пассажирами. Его выполнил пилот Георг Ютербок на D 194. Регулярные рейсы выполнялись в период с 1 августа по 25 сентября. Сперва летали D 194 и D 202, пилотом которого был Альфред Готэ (Alfred Gothe). Затем в конце августа на линию вышел D 205, который пилотировал Курт Бауэрхин (Kurt Bauerhin). Всего состоялось 57 полётов и один рейс не состоялся по метеоусловиям. Было перевезено 209 пассажиров и свыше двух тонн грузов и почты. Авиакомпания отличалась пунктуальностью: за время полетов было всего два опоздания рейсов — на 7 и 12 минут. По немецким сведениям, главой компании Общество воздушных сообщений Юнкерс-Дессау (Junkers Luftverkehr Russland) был Франц Кисснер (Franz Kiessner), а за время ярмарки было выполнено 58 рейсов и перевезено 228 пассажиров.
С закрытием ярмарки совместное предприятие прекратило существование. Впоследствии Юнкерс Ю-13 D 194 уже с советской регистрацией RR-ECA летал в компаниях Аздобролёт и Закавиа.